# 1737
Het jaar 1737 is het 37e jaar in de 18e eeuw volgens de christelijke jaartelling.

## Gebeurtenissen
mei
- 3 - De koloniaal ambtenaar Adriaan Valckenier treedt aan als gouverneur-generaal van de VOC.
- 18 - In Edam wordt de eerste steen gelegd voor het nieuwe raadhuis.

juli
- 9 - Met het overlijden van Gian Gastone de' Medici komt een einde aan de eeuwenlange heerschappij van het huis de' Medici over Florence en later heel Toscane. Het groothertogdom komt krachtens een geheime overeenkomst aan de hertog van Lotharingen Frans III Stefan, maar koning Karel III van Spanje stuurt troepen die Toscane bezetten.
- 22 - Op 22 juli 1737 boekte Cornelis van Lanschot zijn eerste inkopen voor zijn handel in koloniale waren in zijn 'Ontfangboek'. Hiermee begint de officiële geschiedenis van Van Lanschot N.V.

november
- november - De Verenigde Oost-Indische Compagnie krijgt toestemming een factorij te bouwen in de nieuwe havenstad Bushehr.

zonder datum
- Gouverneur van Imhoff voert de drukpers in op Ceylon.

## Muziek
- Jean-Philippe Rameau componeert de opera Castor et Pollux
- Pietro Locatelli componeert 12 sonates voor viool en met basso continuo, Opus 6

## (Bouw)kunst

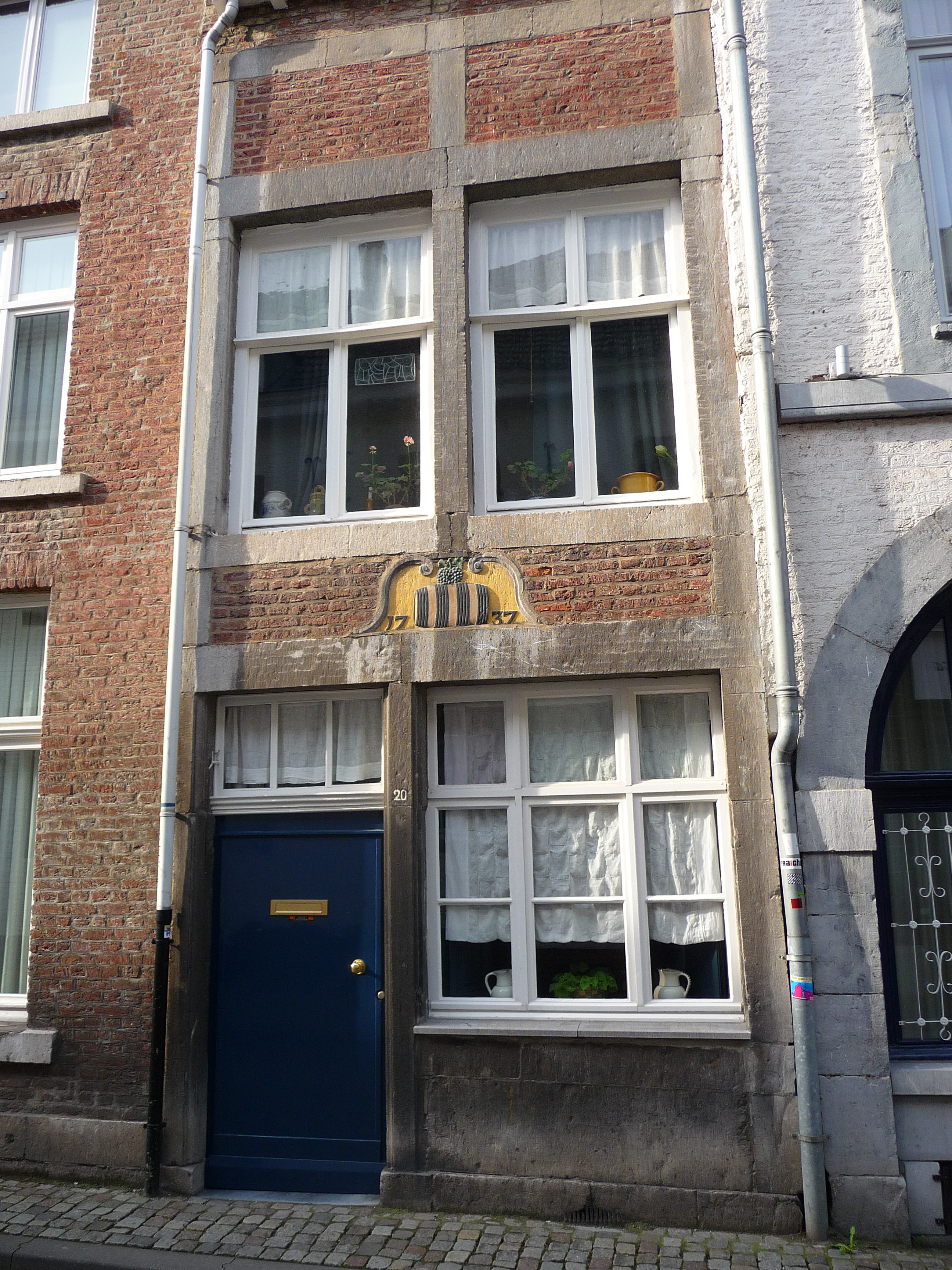
Woonhuis, Maastricht (1737)
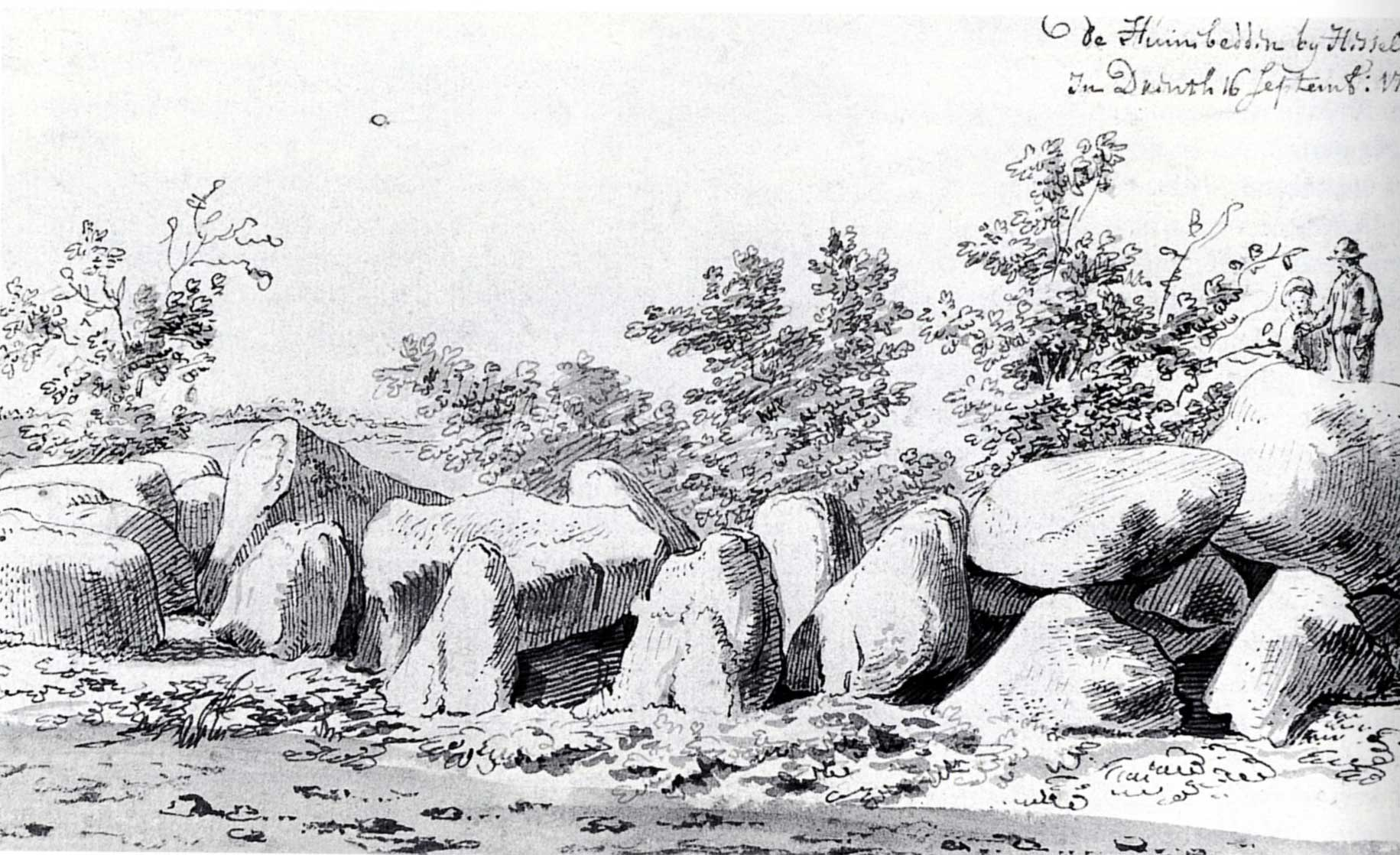
Hunebed D53 bij Havelte (1737), Cornelis Pronk

## Geboren
september
- 9 - Luigi Galvani, Italiaans natuurkundige en ontdekker van "dierlijke elektriciteit" (overleden 1798)
- 14 - Michael Haydn (68), Oostenrijks componist (overleden 1806)
- 15 - Jakob Philipp Hackert, Duits kunstschilder (overleden 1807)

## Overleden
november
- 20 - Caroline van Brandenburg-Ansbach (54), echtgenote van George II van Groot-Brittannië

december
- 11 - Nicolas Vleughels (69), Frans kunstschilder en kunstacademiedirecteur
- 18 - Antonio Stradivari (Stradivarius) (ca. 93), Italiaans vioolbouwer